# Dorothea Brandt
Dorothea Brandt (Bremervörde, 5 marzo 1984) è un'ex nuotatrice tedesca.
Vincitrice di numerosi titoli nazionali, ha vinto quindici medaglie agli Europei in vasca corta. Ha anche preso parte ai Giochi olimpici di Atene 2004 nei 50 metri stile libero. Nella medesima disciplina ha vinto una medaglia d'argento alle Universiadi del 2009.

## Palmarès
- Mondiali in vasca corta

Doha 2014: bronzo nei 50m sl.
- Europei

Budapest 2010: oro nella 4x100m sl.
- Europei in vasca corta

Riesa 2002: bronzo nella 4×50m sl.
Vienna 2004: argento nella 4×50m sl e nella 4×50 m misti.
Trieste 2005: argento nella 4×50 m misti e bronzo nella 4×50m sl.
Debrecen 2007: argento nella 4×50m sl.
Fiume 2008: bronzo nella 4×50m sl.
Istanbul 2009: bronzo nei 50m sl e nella 4×50m sl.
Eindhoven 2010: oro nei 50m rana, argento nella 4×50m sl e nella 4×50 m misti.
Stettino 2011: oro nella 4×50 m sl e argento nei 50m rana.
Herning 2013: oro nella 4×50 m misti mista.
- Universiadi

Belgrado 2009: argento nei 50m sl.